# Ceratodon bryophilus
Ceratodon bryophilus är en bladmossart som beskrevs av Bescherelle 1901. Ceratodon bryophilus ingår i släktet brännmossor, och familjen Ditrichaceae. Inga underarter finns listade i Catalogue of Life.